# 114 Pułk Piechoty (II RP)
114 Pułk Piechoty (114 pp) – rezerwowy oddział piechoty Wojska Polskiego.
Pułk nie występował w organizacji pokojowej wojska. Został sformowany zgodnie z planem mobilizacyjnym „W”, w mobilizacji alarmowej, w grupie jednostek oznaczonych kolorem niebieskim. Gotowość do działania miał osiągnąć w ciągu 48 godzin.
Jednostką mobilizującą była Szkoła Podchorążych Piechoty, a miejscem mobilizacji Ostrów Mazowiecka.
Pułk był organiczną jednostką 41 Dywizji Piechoty (rezerwowej). W jej składzie walczył w kampanii wrześniowej.

## Organizacja wojenna i obsada personalna pułku
dowództwo
- dowódca pułku – ppłk piech. Zygmunt Fila †26 IX Aleksandrów[2]
- adiutant – kpt. Kazimierz Michał Zaremba 25/26 IX ranny w Aleksandrowie

I batalion
- dowódca batalionu – mjr piech. Jan Światłowski[3] †1940 Ukraina[4][5][6]
- adiutant – ppor. rez. Stanisław Bolesław Kubiak †26 IX Aleksandrów[7]
- dowódca 1 kompanii – kpt. piech. Kazimierz Marian Burgielski
- dowódca 2 kompanii – por. piech. Zygmunt Bahr †1940 Charków[8]
- dowódca 1 kompanii ckm – kpt. Krystyn Józef Wielgórski †26 IX Aleksandrów[9]

II batalion
- dowódca batalionu – mjr Julian Franciszek Jelinek †1940 Charków[10]
- dowódca 4 kompanii – Jerzy Jan Emir-Hassan

III batalion
- dowódca batalionu – mjr Mikołaj Krajnik[2]

Pododdziały specjalne
- dowódca kompanii przeciwpancernej – kpt. Władysław Reda
- dowódca kompanii zwiadu – kpt. Aleksander Florkowski